# Oncideres laceyi
Oncideres laceyi es una especie de escarabajo longicornio de la subfamilia Lamiinae. Fue descrita científicamente por Dillon & Dillon en 1949.
Se distribuye por Perú. Posee una longitud corporal de 20,5 milímetros. El período de vuelo de esta especie ocurre en los meses de mayo y junio.